# Utopía (productora)
Utopía  es una productora de multimedios con sede en Buenos Aires, Argentina. La productora fue creada por Tomás Yankelevich, hijo los productores Cris Morena y Gustavo Yankelevich y hermano de la fallecida actriz Romina Yan. Además, fue director de programación del canal Telefe, desde el año 2011 hasta el año 2017, donde pasa a integrar Warner Media.

## Trabajos
Los primeros productos creados por Utopía son Supertorpe y Cuando me sonreís,
 ambas ficciones creadas en 2011. 
En 2012 produjo para la señal Telefe, una telecomedia musical llamada Qitapenas, protagonizado por  Miguel Ángel Rodríguez y Silvia Kutika.

## Producciones en televisión
| Comedias          | Año       | Notas             | Canal              |
| ----------------- | --------- | ----------------- | ------------------ |
| Supertorpe        | 2011      | Comedia romántica | Telefe /           |
| Cuando me sonreís | 2011      | Comedia romántica | Telefe Media Group |
| Qitapenas         | 2012-2013 | Comedia musical   | Telefe Media Group |